# Пустасаболч
Пустасаболч (мађ. Pusztaszabolcs) град је у Мађарској. Мартонвашар се налази у оквиру жупаније Фејер.

## Географски положај
Град се налази на раскрсници путева 6205 и 6207, пут 6209 такође пролази кроз његово административно подручје и периферију Фелшециколопуста. Фелшецикола је повезана са центром града путем број 62 112. Будимпешта се налази 50, Секешфехервар 35 а Дунаујварош 30 километара од округа, два града, округа, са жупанијским правима налазе се 30 километара од насеља. Језеро Веленце и Дунав су удаљени око 10 километара од града.

### Делови насеља
- Фелшециколапуста се налази 3 километра од центра, у правцу југа. Према подацима из 2011. године, у њему је живело 149 становника, а број станова био је 45.[2]
- Пакшидиле се налази 2,5 километара од центра Пусзтасзаболцс, у правцу југ-југоисток. Према подацима из 2011. године у њему је живело 8 људи, а број станова 1.[3]
- Саболчспуста се налази 1 километар западно од центра Пусзтасзаболцс. Према подацима из 2011. године, у њему је живело 97 људи, а број станова 16.[4] У Саболчпусти послује компанија Пустасаболчи Аграр Зрт.[5]